# Sumida Typ 2593
Sumida Type 2593 – japoński samochód pancerny z okresu II wojny światowej. Dzięki wyposażeniu w zderzak kolejowy i sprzęgło, po wymianie kół mógł być używany jako opancerzona drezyna. Używany bojowo przez armię japońską podczas walk w Chinach.